# Verlamming (seksualiteit)
Verlamming, verstijving of tonische immobiliteit is een natuurlijke lichamelijke overlevingsreactie die automatisch geactiveerd kan worden door de hersenen van een persoon die zich bedreigd voelt door seksueel geweld. Tijdens de verlamming kan men zich niet bewegen en ook niets zeggen, totdat men zich weer veilig genoeg voelt. Deze overlevingsreactie is een reflex; zij treedt automatisch op zonder dat men daar bewust voor kiest en zonder dat men haar kan tegenhouden. Verlamming is een overlevingsreactie die de hersenen op het lichaam kunnen toepassen, zodra alle andere opties om het seksueel geweld te vermijden (voorkomen, voorzichtig zijn, vluchten, vechten en vrede bewaren) zijn afgevallen.
In de moderne wetenschap is steeds meer bekend over wanneer, hoe en waarom verlamming optreedt. Het maatschappelijk bewustzijn over verlamming is echter nog beperkt, wat negatieve gevolgen heeft voor zowel het voorkomen, het bestraffen als het verwerken van seksueel geweld. Verlamming wordt soms ook wel bevriezing (Engels: freezing) genoemd, hoewel deze woordkeuze door wetenschappers liever wordt vermeden om verwarring te voorkomen.

## Wetenschappelijke verklaringen
In de wetenschappelijke literatuur worden verschillende overlevingsreacties onderscheiden, die mensen (en soms dieren) bewust of onbewust hanteren als overlevingsstrategie wanneer ze worden geconfronteerd met een mogelijk levensbedreigende situatie. In Nederlandstalige literatuur is dat vaak aan de hand van termen beginnend met de letter V; in Engelstalige literatuur zijn termen beginnend met een F gebruikelijk.
- Voorkomen
- Voorzichtig zijn (freeze, ook wel hypervigilance: op de hoede, oplettend of alert zijn)
- Vluchten (flight)
- Vechten (fight)
- Vrede bewaren
- Verlammen of verstijven (fright of faint), ook wel tonische immobiliteit[1] (tonic immobility[2]) of doen alsof je dood bent[3] (playing dead[2]).

Amerikaans psycholoog J. A. Gray stelde in 1988 als eerste de volgorde freeze, flight, fight, fright voor (bevriezen, vluchten, vechten, verlammen). Daarmee bouwde hij voort op hoe in de psychologie (en later de biologie) de reacties vluchten en vechten vaak al samen werd behandeld als een "vecht-of-vluchtreactie" (voor het eerst door psycholoog Walter B. Cannon in 1929; latere wetenschappers hebben vastgesteld dat de volgorde meestal eerst vluchten en dan pas vechten is). Mensen hebben vervolgens soms nog de optie te proberen de vrede te bewaren en te onderhandelen met degene die hen bedreigt; de bedreigde persoon probeert dan de schade die de agressor hen wil toebrengen, te beperken door mee te werken en toezeggingen te doen. Verlammen of verstijven is wat bedreigde mensen en dieren doen als alle andere opties zijn uitgeput: ze doen tijdens het fysieke contact met de agressor als het ware alsof ze dood zijn en proberen daardoor de gevaarlijke situatie te overleven. Burgess & Holstrom (1976) poneerden de term rape paralysis als synoniem; begin 21e eeuw werd de term tonische immobiliteit (tonic immobility) gebruikelijker. Nederlands psycholoog Agnes van Minnen (2017) stelde voorkomen als extra strategie voor die nog aan voorzichtig zijn (freeze of hypervigilance) voorafgaat: voorkomen dat men überhaupt in gevaarlijke situaties terechtkomt.
De termen freezing of bevriezen zijn vanuit de kinderpsychologie ook wel eens toegepast op de laatste fase van fright (tonic immobility) of verlammen, maar omdat de fase van freeze (hypervigilance) of voorzichtig zijn in de ethologie ook al met dat woord is aangeduid, heeft dit tot veel verwarring geleid.
Er zit een vaste logica achter deze volgorde van de overlevingsreacties: de hersenen gaan automatisch alle opties die er beschikbaar zijn af, van de reactie die het minste risico op schade aan het lichaam oplevert tot de reactie met het meeste risico. De veiligst beschikbare optie wordt vaak onbewust in milliseconden als een reflex ingeschakeld zodra er gevaar wordt bespeurd en alle mogelijkheden worden afgewogen. Verlamming wordt ingeschakeld als alle andere opties zijn uitgeput en de hersenen besluiten het dreigende seksueel geweld te ondergaan in de hoop het lichaam tegen de dood te beschermen. Als de bedreigde persoon bijvoorbeeld een te groot risico loopt om te worden gedood door de agressor(s) als men zou proberen om te vechten, dan kunnen de hersenen kiezen voor verlamming om zo het lichaam te laten overleven. Naast mensen is tonische immobiliteit ook bij alle andere zoogdieren een overlevingsstrategie die wordt ingeschakeld indien vluchten of vechten het risico op de dood zouden verhogen en dus geen goede opties (meer) zijn. Wetenschappers denken daarom dat tonische immobiliteit als overlevingsreactie de beste verklaring is voor waarom sommige mensen tijdens seksueel geweld verlammen.

## Prevalentie
Uit een Scandinavische studie van 2017 bleek dat 70% van de 298 vrouwen die binnen een maand na seksueel geweld te hebben meegemaakt naar een noodkliniek voor verkrachte vrouwen waren gegaan 'significante tonische immobiliteit' (verlamming) hadden ondervonden toen het gebeurde. 48% meldde zelfs 'extreme tonische immobiliteit' tijdens het seksueel geweld. Bovendien ontwikkelden 189 (bijna twee derde) van de vrouwen naderhand een posttraumatische stressstoornis (PTSS) en depressie.

## Maatschappelijke problematiek

### Bewustzijn over verlamming
In moderne samenlevingen weet vaak een groot deel van de bevolking nog niet wat verlamming (soms 'bevriezing' of freezing genoemd) is, wanneer het gebeurt en hoe vaak het voorkomt. Zo bleek uit een Nederlands onderzoek van I & O Research in opdracht van Amnesty International in 2021 dat van de 1059 ondervraagde Nederlandssprekende studenten 22% nog nooit van freezing (in de zin van 'verlamming') had gehoord en 25% er wel van had gehoord, maar niet precies wist wat het is; de overige 53% wist het wel.:5 59% van de studenten die 18 jaar of jonger waren wist niet wat het is; 42% had er überhaupt nog nooit van gehoord.:20 Echter, hoe ouder de studenten, hoe meer ze ervan wisten (van 25 jaar en ouder wist 61% wat verlamming is).:20 Het bleek bovendien dat slechts 33% van de studenten die niet uit eigen ervaring of van anderen wisten wat seksuele penetratie zonder instemming (consent) is, wist wat freezing is.:5 Uit de enquête bleek verder dat 29% van de mannen er nog nooit over gehoord had (26% wel, maar wist niet wat het is), terwijl slechts 15% van de vrouwen er nog nooit van had gehoord (23% wel, zonder te weten wat het is).:19 Tot slot bleek dat veel studenten vonden dat iemand duidelijk 'nee' moet zeggen als diegene geen seksuele penetratie wil, zelfs als ze wisten wat verlamming is en dat een verlamd persoon niet in staat is om 'nee' te zeggen. Het grootste verschil was tussen de 145 vrouwen die wisten wat verlamming is en vonden dat je (dus) geen 'nee' hoeft te zeggen als je geen seks wilt (36% van alle vrouwen die wisten wat verlamming is) en de 91 mannen die nog nooit van verlamming hadden gehoord en vonden dat je duidelijk 'nee' moet zeggen als je geen seks wilt (77% van alle mannen die nog nooit van verlamming hadden gehoord).:26
Hoewel ook mannen slachtoffer kunnen zijn van seksueel geweld en ook verlamd van angst kunnen raken, zijn vrouwen dat veel vaker en vaak door mannelijke daders, hoewel er ook vrouwelijke daders zijn.

### Gevolgen voor potentiële daders
Door een gebrek aan maatschappelijk bewustzijn over verlamming, herkennen potentiële daders verlamming vaak niet bij een persoon met wie ze seks willen hebben. Het risico bestaat dat als zij de ander verbaal of non-verbaal hebben gevraagd of ze seks willen hebben of hebben aangegeven dat zij dat zouden willen, het feit dat de ander verlamd van angst raakt en dus geen 'nee' kan zeggen of zich verzetten, wordt opgevat als dat de ander geen bezwaar tegen seks heeft. Men kan denken dat wie zwijgt toestemt en vervolgens seksuele handelingen initiëren met de verlamde persoon. Zo kunnen ook mensen onbedoeld een verlamd persoon verkrachten of aanranden zonder het zelf te beseffen ('schuldverkrachting' en 'schuldaanranding', ook wel 'nalatige verkrachting' en 'nalatige seksueel misbruik' genoemd). De aanname dat iedere persoon op elk moment 'nee' zou kunnen zeggen of zich verzetten als deze geen seks wil hebben kan er bovendien achteraf toe leiden dat de dader het slachtoffer er de schuld van geeft dat die geen bezwaar heeft gemaakt.

### Gevolgen voor potentiële slachtoffers
Anderzijds zijn potentiële slachtoffers vaak niet voorbereid op een scenario waarin zij verlamd raken en geen 'nee' meer kunnen zeggen of zich fysiek verzetten. Zodra ze zich dan in die situatie bevinden is het al te laat. Naderhand begrijpen slachtoffers (soms ook survivors genoemd) vaak ook niet wat er gebeurd is en waarom ze niets konden zeggen of doen om aan te geven dat ze geen seks wilden. Het gevolg daarvan is dat ze zichzelf er de schuld van geven dat ze seksueel mishandeld zijn, omdat ze dachten dat ze er wat aan hadden kunnen doen, maar dat nagelaten hebben (self-victim-blaming). Dit kan leiden tot grote schaamte, de neiging om niemand te vertellen wat er is gebeurd, pogingen om de traumatische ervaring te vergeten en alle sporen ervan uit te wissen (inclusief zaken die als bewijsmateriaal tegen de dader zouden kunnen dienen).

## Juridische problematiek
Een gebrek aan kennis over verlamming onder wetgevers en juristen kan ertoe leiden dat er geen rekening wordt gehouden met seksuele scenario's waarin verlamming optreedt. Enerzijds kan dat tot wetgeving leiden die gebaseerd is op het idee dat verkrachting of aanranding altijd gepaard gaat met geweld of dwang (coercion) vanuit de dader en/of altijd gepaard gaat met verzet vanuit het slachtoffer. Dergelijke coercion-based wetgeving schiet tekort in gevallen waarin het slachtoffer door verlamming geen verzet kan plegen en de dader dus geen geweld of dwang hoeft te gebruiken om seksuele handelingen te verrichten met de persoon die dat niet wil. Volgens een dergelijke wet is er dan geen misdaad gepleegd en kan de dader niet worden vervolgd. Daardoor is er vaak geen rechtsbescherming voor slachtoffers van seksueel geweld die verlamd raakten.
Een mogelijke oplossing voor dit probleem is om wetgeving omtrent seksueel geweld te baseren op een gebrek aan consent (wederzijdse instemming). Volgens deze benadering is het vereiste dat de andere persoon consent kan communiceren en dat ook doet, de beste manier om te verzekeren dat deze persoon daadwerkelijk seks wil(de) hebben. Als de ene persoon geen reactie krijgt van de andere persoon, kan de ene persoon besluiten dat het voor de zekerheid beter is om niet tot seksuele handelingen over te gaan voor het geval men het zwijgen verkeerd interpreteert. Consent-based wetgeving elimineert het vereiste om verkrachting of aanranding te bewijzen op grond van geweld of dwang door de dader of verzet van het slachtoffer, waar door het optreden van verlamming vaak geen sprake van is en waardoor er dus niet aan het vereiste kan worden voldaan.